# Ян Глогувський

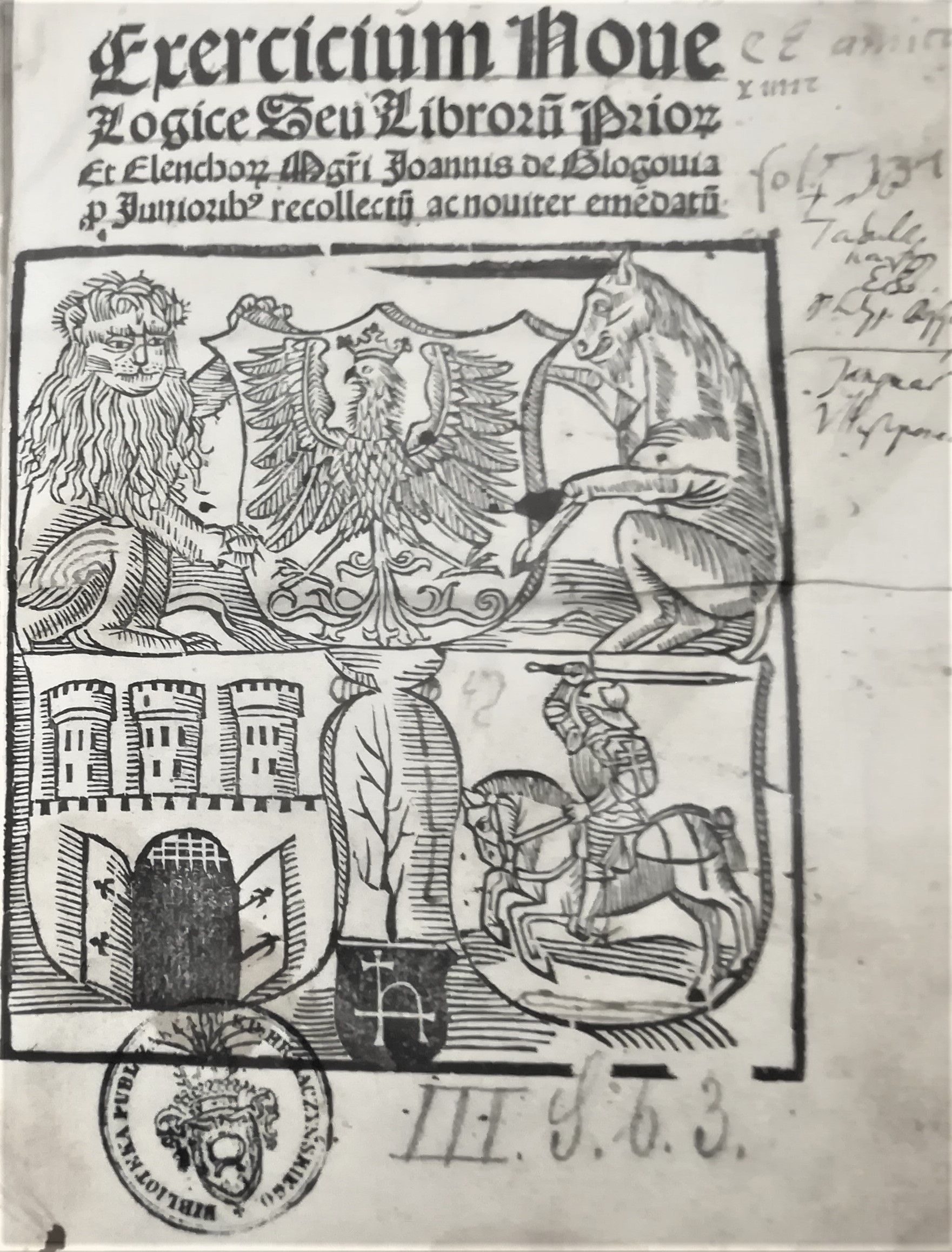
Exercitium nove logice

Ян Гло́гувський (пол. Jan z Głogowa, нім. Johann von Glogau, бл. 1445 р., Глогув — 11 лютого 1507, Краків), також відомий як Ян Глоговчик (пол. Jan Głogowczyk) та Głogowita, Glogoviensis, Glogar, Gloger — польський астроном, математик і філософ, схоластик-томіст, представник природничо-наукового напряму арістотелізму, який сьогодні називається альбертизмом.

## Біографія
Походив із заможної родини Шилінгів (Шеллінгів), але не вживав цього прізвища і підписувався Gloger або Głogowita. У 1468 році закінчив Краківський університет зі ступенем магістра і став викладачем. Майже 40 років він викладав латинську мову, арістотелівську філософію та астрономію. Він був автором підручників, найважливішими з яких є: Liber posteriorum analyticorum, Exercitium veteris artis, Questiones librorum de anima. Слухачем його лекцій був Микола Коперник.
Він помер від апоплексичного удару. Похований у костелі святого Флоріана у Кракові, де він був каноніком в останні роки свого життя.
В Глогові на його честь названа площа Яна Глогувського. На площі знаходиться меморіальна лава Яна Глогувського.

## Праці
Найважливішими роботами Яна Глогувського є:
- De verificatione. In scientiam mortalium hominum introductiorum quae cuilibet homini ex celesti praesignatur circulo… anno… 1495 feliciter recollectum, рукопис Бібліотека Марчіана у Венеції, ref. L VIII 89 к. 261a−290b
- Liber posteriorum analeticorum, Лейпциг 1499, друкарня В. де Монако
- Exercitium nove logice, Краків(?) 1499; інші видання: Лейпциг 1499, друкарня В. де Монако; Краків 1511[5]
- Exercitium super omnes tractatus parvorum logicalium Petri Hispani, Leipzig 1500, друкарня W. Steckel Monacensis[6]; вид. далі: Краків 1504, Страсбург 1517
- (Exercitium veteris artis). Argumentum in librum Porfirii peripatetici isagogicum in kathegorias Aristotelis , Краків 1504, друкарня Й. Галлера[7], виб. далі: Краків 1516, Страсбург 1517
- Questiones liborum de anima, Мец 1501, друкарня К. Гохфедера[8], вид. далі: Краків 1514; фрагмент передруковано: M. Wiszniewski Історія польської літератури, т. 3, Краків 1841, стор 268—271
- Phisionomia hinc inde ex illustribus scriptoribus… recollecta, Краків 1518, друкарня H. Wietor (опубл. Р. Агрікола молодший)[9]
- Notae in computum ecclesiasticae
- Computus chirometralis[10]
- Introductorium in tractatum sphaerae Johannis de Sacrobusto[11]
- Introductorium astronomiae в ефемеридах[12]
- Tractatus in judiciis astrorum
- також — рукописи Ягайловицької бібліотеки No 1839—1840, 1963, 2089, 2173, 2453, 2491, 2493—2494, 2703 і 2855.

Міхал Урбановський наводить 3 обширні бібліографії праць Яна Глогувського:
- Міхал Урбановський, Покажчик основних творів Яна Глогувського за Феліксом Бентковським (1814) — 28 одиниць, з розширеними латинськими заголовками, багато з яких містить інформацію про бібліотеку, у якій зберігаються рукописи або де вони були опубліковані.
- Міхал Урбановський, Покажчик основних праць Глоговчика згідно з Hieronim Details, 2003 — список із 32 ненумерованих праць, розділених на розділи: граматика (4), логіка (8), метафізика та натурфілософія (7), астрологія та прогностика (7), астрономічний (5), географічний (1)
- Міхал Урбановський, Бібліографія для дослідження Яна Глогувського, 2003 р. — велика (99 одиниць) тематична бібліографія до 2003 р.